# Maison d'Aberffraw
La Maison d'Aberffraw est un terme historiographique et généalogique que les historiens utilisent pour illustrer la ligne de succession claire de Rhodri le Grand du Pays de Galles à travers son fils aîné Anarawd,. 

## Fondateur
Anarawd et ses héritiers ont fait du village d'Aberffraw sur Anglesey (Ynys Môn) leur premier siège familial principal. 
Au Xe siècle, Rhodri le Grand avait hérité de Gwynedd de son père et Powys de sa mère, et il a ajouté Seisyllwg (Ceredigion et Carmarthenshire) par un mariage dynastique avec Angharad de Seisyllwg. L'influence de Rhodri dans le reste du Pays de Galles était importante et il a laissé un héritage durable. 

## À base de pouvoir
La famille a pu affirmer son influence au sein de Gwynedd, leur sphère d'influence traditionnelle, mais au XIe siècle, elle a été évincée de Powys (Mid Wales) et de Deheubarth (West Wales) par une série de dirigeants puissants de la Maison de Dinefwr en Deheubarth., leurs cousins dynastiquement juniors. La famille Dinefwr descendait du deuxième fils de Rhodri le Grand. Cependant, Gruffydd ap Cynan a pu récupérer son héritage et sa position de prince de Gwynedd des envahisseurs normands en 1100. Owain Gwynedd, le fils de Gruffudd, a vaincu le roi Henri II d'Angleterre et le vaste hôte angevin en 1157 et 1166, ce qui a conduit Owain à être proclamé Princeps Wallensium, le prince des Gallois, par d'autres dirigeants gallois. Cette proclamation a réaffirmé et mis à jour les affirmations d'Aberffraw d'être la principale famille royale du Pays de Galles, en tant que descendants aînés de Rhodri le Grand. Cette position a été réaffirmée dans la biographie L'histoire de Gruffydd ap Cynan. Écrit en latin, la biographie était destinée à un public en dehors du Pays de Galles. L'importance de cette affirmation était que la famille Aberffraw ne devait rien au roi d'Angleterre pour sa position au Pays de Galles et qu'elle détenait l'autorité au Pays de Galles "de plein droit par descendance", a écrit l'historien John Davies.  
En 1216, Llywelyn le Grand avait reçu la fidélité et l'hommage des dirigeants Dinefwr de Deheubarth au Conseil d'Aberdyfi,. Avec l'hommage et la fidélité rendus par d'autres seigneurs gallois à Llywelyn au Conseil d'Aberdyfi, Llywelyn le Grand devint de facto le premier "Prince de Galles" au sens moderne, bien que ce fut son fils Dafydd ap Llywelyn qui fut le premier à adopter cela. Cependant, la conquête du Pays de Galles en 1282 par Édouard I a considérablement réduit l'influence de la famille. Le roi Édouard Ier d'Angleterre a forcé les autres membres de la famille à renoncer à leur titre de prince de Galles en vertu du statut de Rhuddlan en 1284, qui a également aboli la pairie galloise indépendante. Les membres de la famille Aberffraw les plus proches de Llywelyn II ont été emprisonnés à vie par Edward, tandis que les membres les plus éloignés d'Aberffraw se sont cachés profondément et sont tombés dans l'obscurité. D'autres membres de la famille ont revendiqué leur héritage; ils comprenaient Owain Lawgoch au XIVe siècle.

## Succession
La succession royale au sein de la Chambre d'Aberffraw (comme pour la succession au Pays de Galles en général) était une question complexe en raison du caractère unique de la loi galloise. Selon Hurbert Lewis, bien qu'il ne soit pas explicitement codifié en tant que tel, le edling ou héritier apparent, était par convention, coutume et pratique le fils aîné du seigneur ou du prince et avait le droit d'hériter du poste et du titre de "chef de famille" du père. Il s'agissait en fait d'une primogéniture avec des variations locales. Cependant, tous les fils étaient nourris hors des terres du père, et dans certaines circonstances, les filles aussi (avec des enfants nés dans le mariage et hors mariage considérés comme légitimes). Les hommes pouvaient également revendiquer le titre royal par le biais du patrimoine maternel de la lignée de leur mère dans certaines circonstances (ce qui s'est produit plusieurs fois pendant la période de l'indépendance galloise). La lignée féminine de la dynastie était également considérée comme royale, car le mariage était un moyen important de renforcer les revendications individuelles sur les différents royaumes de Galles et d'unir diverses familles royales à celle d'Aberffraw, ou de réunir des factions après des guerres civiles dynastiques (par exemple avec le mariage de Hywel Dda, membre de la branche Dinefwr de la dynastie Aberffraw, et d'Elen of Dyfed, fille de Llywarch ap Hyfaidd, roi de Dyfed). Cela signifiait que la lignée féminine était considérée comme un chemin légitime de descendance royale au sein de la maison d'Aberffraw, les revendications des femmes royales sur les titres étant généralement transférées à leurs fils. 
Les membres de la chambre d'Aberffraw comprendraient Idwal Foel, Iago ab Idwal, Cynan ap Iago, Gruffydd ap Cynan, Owain Gwynedd, Gwenllian ferch Gruffydd, Llywelyn le Grand, Llywelyn le Dernier et Owain Lawgoch. Plusieurs familles galloises ultérieures, y compris la famille Wynn de Gwydir et la famille Anwyl de Tywyn, prétendraient être les héritiers de la dynastie. 

## Histoire

### Ligne senior d'Aberffraw
- Gruffydd ap Cynan (vers 1055–1137), prince de Gwynedd ;
  - Owain Gwynedd (c. 1100 – 28 novembre 1170), prince des Gallois, prince de Gwynedd ;
    - Hywel ab Owain Gwynedd (fils aîné survivant après la mort de Rhun ab Owain) Prince de Gwynedd en 1170, succédant comme l'héritier choisi de son père. Mort en 1170 au combat à Pentraeth , contre son frère Dafydd. La Chronique des Princes (Brut y Tywysogion) enregistre l'entrée suivante en l'an 1170 : Mille cent soixante-dix était l'année du Christ lorsque Dafydd ab Owain a tué Hywel ab Owain, 1955. Voir dans les tableaux généalogiques de J. E. Lloyd's History of Wales : The Line of Gwynedd ; 
      - Caswallon ap Hywel [voir : PC Bartrum Welsh Genealogies AD 300–1400 (1974), réf. De page : Gruffudd ap Cynan 10]. Caswallon a prouvé des ancêtres masculins directs qui existent dans les temps modernes et représentent ainsi la lignée masculine senior survivante d'Owain Gwynedd - la généalogie d'une famille a été enregistrée par Peter Gwynn-Jones, feu Garter King of Arms, au College of Arms.

    - Iorwerth ab Owain (1145–1174) ; 
      - Llywelyn ab Iorwerth (Llywelyn le Grand) (c. 1173 – 11 avril 1240), de facto prince de Galles, prince de Gwynedd et Powys, prince d'Aberffraw et seigneur de Snowdon. Le dernier de la lignée Llywelyn s'éteint avec la mort d'Owain Lawgoch en 1378 ;

    - Rhodri ab Owain Gwynedd (c. 1146–1195), seigneur d'Anglesey = Annest ferch Rhys ap Gruffudd.

## Sources
- Davies, John; A History of Wales, Penguin, 1994.
- Koch Thomas; "Culture celtique: une encyclopédie historique", ABC-CLIO, 2006.
- Morris-Jones, John (1911); "Pays de Galles", Dans Chisholm, Hugh (éd.), Encyclopædia Britannica, 28 (11e éd.), La presse de l'Université de Cambridge, p. 262.